# Estación de Chaudfontaine
La estación de Chaudfontaine es una estación de tren belga situada en Chaudfontaine, en la provincia de Lieja, región Valona.
Pertenece a la línea  de S-Trein Lieja.

## Situación ferroviaria
La estación se encuentra en la línea 37 (Lieja-Hergenrath).

## Intermodalidad
| Línea | Procedencia                | Parada               | Destino         |
| ----- | -------------------------- | -------------------- | --------------- |
| 28    | SART-TILMAN Amphithéâtres  | CHAUDFONTAINE Casino | FLERON Terminus |
| 31    | LIÈGE République Française | CHAUDFONTAINE Casino | TROOZ Gare SNCB |